# (16951) Carolus Quartus
(16951) Carolus Quartus (1998 KJ) – planetoida z pasa głównego asteroid okrążająca Słońce w ciągu 5,18 lat w średniej odległości 2,99 j.a. Odkryta 19 maja 1998 roku.